# ملاحقة

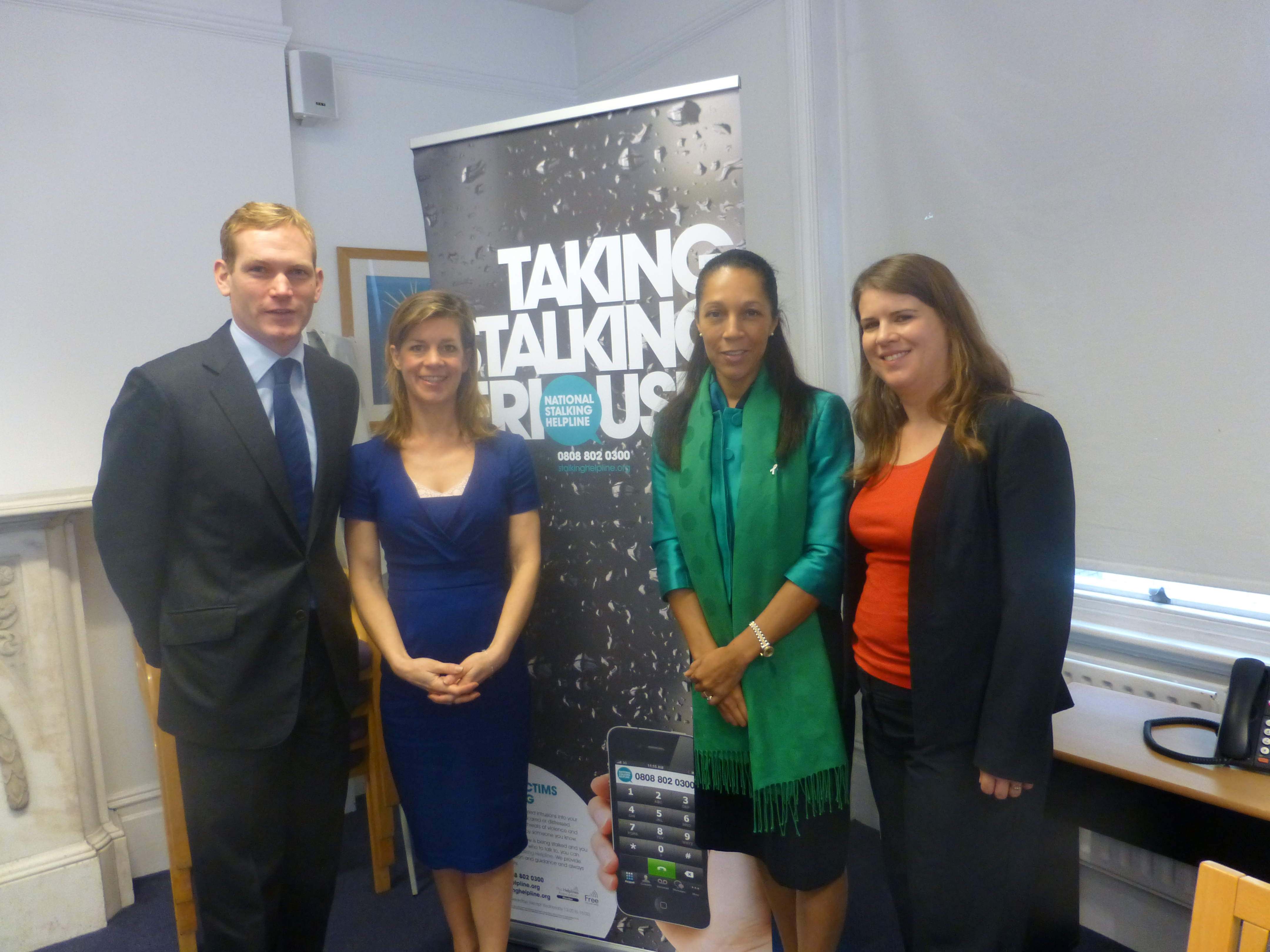

الملاحقة أو المطاردة أو التعقب أو التلصص (بالإنجليزية: stalking)‏ هي اهتمام غير مرغوب فيه أو هوس من قبل فرد أو جماعة تجاه شخص آخر. وتشمل سلوكيات المطاردة المضايقات والترهيب وقد تشمل أيضاً متابعة الضحية شخصيا أو مراقبتها، ويستخدم مصطلح التعقب مع بعض الاختلافات في التعريف في الطب النفسي وعلم النفس، وكذلك في بعض الولايات القضائية القانونية كمصطلح لجريمة جنائية.
ووفقا لتقرير أصدره المركز الوطني الأمريكي لضحايا الجريمة في عام 2002، فإن "أي اتصال غير مرغوب فيه بين شخصين يوجه تهديدا مباشراً أو غير مباشر أو يضع الضحية في خوف يمكن اعتباره ملاحقة.

## تعريف المطاردة (الملاحقة)
هنالك عدة مصاعب مرتبطة بتعريف مصطلح المطاردة بدقة أو تعريفه على الإطلاق، فقد  تم استخدام هذا المصطلح منذ القرن السادس عشر للإشارة إلى المتجول أو الصياد غير الشرعي بحسب (قاموس أوكسفورد للغة الإنجليزية)، اُستخدم مصطلح مُطارِد في البداية من قبل وسائل الإعلام في القرن العشرين لوصف الأشخاص الذين يتنكرون ويضايقون الآخرين، مع الإشارة بشكل خاص إلى مضايقة المشاهير من قبل الغرباء الذين وصفوا بأنهم (مهووسون)، ويبدو أن هذا الاستخدام للكلمة قد صاغته الصحف الشعبية في الولايات المتحدة.
مع مرور الوقت، تغير معنى المطاردة ليشمل الأفراد الذين تتم مضايقتهم من قبل شركائهم السابقين.
يصف باثي ومولين الملاحقة بأنها «كوكبة من السلوكيات المتكررة والتي يتطفل ويتواصل فيها الفرد مع فرد آخر غير مرغوب فيه».
ويمكن تعريف الملاحقة على أنها المتابعة المتعمدة والمتكررة لمشاهدة أو مضايقة شخص آخر، وعلى عكس الجرائم الأخرى والتي عادة ما تنطوي على فعل واحد، فإن المطاردة هي سلسلة من الأفعال التي تحدث على مدى فترة من الزمن.
على الرغم من أن الملاحقة غير قانونية في معظم مناطق العالم، إلا أن بعض الأفعال التي تسهم في الملاحقة قد تكون قانونية، مثل جمع المعلومات أو الاتصال بشخص ما على الهاتف أو إرسال الرسائل النصية أو إرسال الهدايا أو البريد الإلكتروني أو الرسائل الفورية. فمثل هذه الأفعال تصبح غير قانونية عندما تنتهك التعريف القانوني للمضايقة (على سبيل المثال، إجراء مثل إرسال رسالة لا يخالف القانون في العادة، ولكنه غير قانوني عندما يتكرر مرارًا إلى مستلم غير راغب فيه).
في الواقع، ينص قانون المملكة المتحدة على أن الحادث يجب أن يحدث مرتين فقط عندما يجب أن يدرك المتحرش أن سلوكه غير مقبول (على سبيل المثال، مكالمتان هاتفيتان لشخص غريب، وهدية، وتتبع الضحية ثم الاتصال بهم، وما إلى ذلك).
تؤثر القواعد والمدلولات الثقافية على الطريقة التي يمكن بها تعريف المطاردة. فيلاحظ العلماء أن غالبية الرجال والنساء يعترفون بالانخراط في مختلف السلوكيات الشبيهة بالمطاردة عقب الانفصال، ولكنهم يتوقفون عن مثل هذه السلوكيات بمرور الوقت، مما يشير إلى أن «الانخراط في مستويات منخفضة من سلوكيات المطاردة غير المرغوب فيها لفترة زمنية قصيرة نسبيًا، خاصةً في سياق تفكك العلاقة، قد يكون معياريًا لعلاقات المواعدة بين الجنسين والتي تحدث داخل الثقافة الأمريكية».